# Донецьк (Росія)
Доне́цьк (до 1945 — станиця Гундорівська, у 1945—1955 — Гундорівка; рос. Донецк) — місто обласного підпорядкування в Ростовській області Росії. Чисельність населення — 46,9 тис. осіб (2019). У місті діє міжнародний пункт контролю на кордоні з Україною Донецьк—Ізварине та місцеві пункти пропуску Донецьк—Краснодарський та Донецьк—Сєвєрний.

## Історія
Місто засноване Донськими козаками в 1681 р. як станиця Гундоровська. З 1945 р. — робітниче селище, а з 1951 р. — місто Гундоровка.
В 1955 р. перейменоване на Донецьк від назви річки Сіверський Донець.
В 2004 р. до складу міста включене смт Гундоровський.

## Відомі люди
- Бурмістров Олександр Іванович — Герой Соціалістичної Праці
- Краснов Зосим Олексійович — Герой Радянського Союзу
- Ленський Анатолій Васильович — радянський і російський журналіст
- Просаловська Інеса Леонідівна — Заслужена артистка Росії, лауреат державних премій
- Ритиков Василь Кузьмич — генерал-лейтенант, герой російсько-турецької війни 1877—1878 рр.
- Усачов Юрій Володимирович — Герой Росії, льотчик-космонавт
- Уткін Євген Володимирович — російський та український підприємець
- Цвітков Василь Федорович — Герой Радянського Союзу
- Погодін Микола Федорович (1900—1962) — російський драматург.